# GTMAX
GTMAX è un film del 2024 diretto da Olivier Schneider.

## Trama
Due fratelli alla ricerca disperata di soldi si uniscono ad una banda di criminali scooteristi.

## Distribuzione
Il film è stato distribuito sulla piattaforma Netflix dal 20 novembre 2024.